# 斯蒂尼爾島
67°35′S 62°50′E / 67.583°S 62.833°E
斯蒂尼爾島（英語：Stinear Island）是南極洲的島嶼，位於麥克羅伯特森地的霍姆灣，屬於弗拉特群島的一部分，處於貝舍韋斯島以北0.4公里，由挪威製圖師根據該國探險隊的空中照片繪入地圖。